# Palmer, Tennessee
Palmer är en ort i Grundy County i delstaten Tennessee, USA.